# Projet Daedalus
Pour les articles homonymes, voir Daedalus.

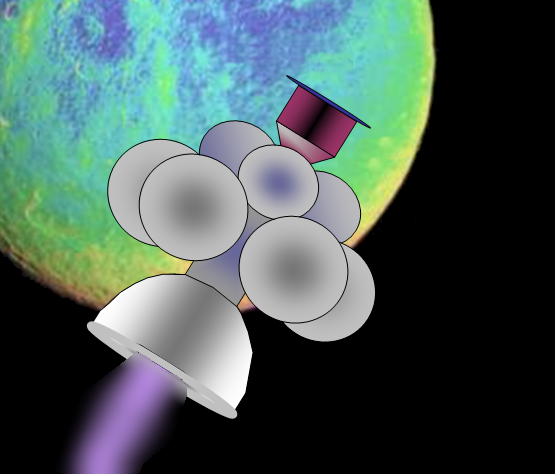
Vue d'artiste du Project Daedalus

Le Projet Daedalus est une étude menée de 1973 à 1978 par la British Interplanetary Society pour concevoir une sonde interstellaire réalisable. Une douzaine de scientifiques et d'ingénieurs dirigés par Alan Bond (en) travaillèrent sur ce projet.
Le cahier des charges était d'utiliser des technologies contemporaines ou imminentes et de pouvoir atteindre sa destination dans l'intervalle d'une vie humaine (un voyage de 50 ans). La destination choisie était l'étoile de Barnard, distante des 5,9 al, qui était à l'époque suspectée de posséder au moins une planète (une a bien été trouvée en 2018). La conception devait être suffisamment générique afin de pouvoir envoyer autant d'autres sondes vers autant d'autres étoiles.
Daedalus aurait été construite en orbite terrestre avec une masse initiale de 54 000 t, dont 50 000 t de carburant et 500 t de charge utile scientifique. Elle aurait été composée de deux étages : le premier aurait fonctionné pendant deux ans, imprimant au vaisseau une vitesse de 7,1 % de la vitesse de la lumière (0,071 c) avant d'être largué, puis l'allumage du second étage pendant 1,8 an aurait porté la vitesse du vaisseau à environ 12 % de la vitesse de la lumière (0,12 c) avant que la sonde entame une longue croisière de 46 années.
Cette vitesse était bien hors de portée de la propulsion chimique, ou même de la propulsion nucléaire pulsée imaginée pour le projet Orion. À la place, Daedalus aurait disposé d'une propulsion thermonucléaire pulsée utilisant des pastilles de mélange deutérium/hélium 3 portées à fusion par confinement inertiel à base de faisceaux d'électrons. 250 pastilles auraient été tirées par seconde, et le plasma résultant aurait été canalisé vers une tuyère magnétique.
Le second étage devait être équipé de deux télescopes optiques de 5 mètres et de deux radiotélescopes de 20 mètres. Environ 25 ans après le lancement, ces télescopes auraient commencé à examiner les environs de l'étoile de Barnard pour en découvrir plus sur les planètes en orbite. Ces informations devaient être transmises vers la Terre en utilisant la coupole de 40 mètres de diamètre du moteur du second étage comme antenne parabolique, permettant ainsi aux scientifiques sur Terre de sélectionner les objectifs intéressants. Comme la sonde n'était pas capable de ralentir à l'approche de l'étoile de Barnard, Daedalus devait transporter 18 sous-sondes automatiques qu'il devait larguer entre 7,2 et 1,8 ans avant son entrée dans le système stellaire de destination. Ces sous-sondes propulsées par un réacteur nucléaire-électrique (l'énergie nucléaire alimentant un moteur ionique) devaient transporter des caméras, spectromètres et autres détecteurs. Elles ne pouvaient que survoler leurs objectifs (étant toujours à 0,12 c) et devaient renvoyer leurs observations vers le second étage de Daedalus.
Les soutes du vaisseau, contenant les sous-sondes, télescopes et autres équipements, auraient été protégées du milieu interstellaire pendant le voyage grâce à un disque de béryllium de 7 mm d'épaisseur pesant 50 t. À la traversée du système de destination, les obstacles plus gros auraient été dispersés par un nuage de particules de 200 km projeté en avant de Daedalus. Le vaisseau devait aussi transporter plusieurs robots « d'entretien » capables de procéder à certaines réparations de façon autonome.

## Source
- Project Daedalus Study Group: A. Bond et al., Project Daedalus - The Final Report on the BIS Starship Study, JBIS Interstellar Studies, Supplément 1978